# Kurayoshi
Kurayoshi (倉吉市, Kurayoshi-shi) est une ville située dans la préfecture de Tottori, au Japon.

## Géographie

### Situation
Kurayoshi est située dans le centre de la préfecture de Tottori.

### Municipalités limitrophes
| Kotoura | Hokuei    | Yurihama |
| Kotoura | Kurayoshi | Misasa   |
| Kōfu    | Maniwa    | Misasa   |

### Démographie
En novembre 2021, la population de Kurayoshi s'élevait à 45 632 habitants, répartis sur une superficie de 272,06 km2.

### Hydrographie
Kurayoshi est traversée par le fleuve Tenjin. 

## Histoire
Le bourg de Kurayoshi a été créé le 1er avril 1889. Il obtient le statut de ville le 1er octobre 1953.

## Transports
Kurayoshi est desservie par la ligne principale San'in de la compagnie JR West.

## Jumelages
Kurayoshi est jumelée avec :
- Matsudo (Japon) depuis 2004,
- Naju (Corée du Sud).

## Kurayoshi dans la culture
La ville de Kurayoshi est le décor d'un manga créé par Jirō Taniguchi : Quartier lointain.